# Бутми, Жоссе
Жоссе Бутми (фр. Josse Boutmy, полное имя Шарль Жозеф Бутми; 1697—1779) — бельгийский композитор, органист и клавесинист эпохи барокко. Бутми заявил о себе как о выдающемся музыканте, работая в Брюсселе. Он служил при дворе у принца Турн-и-Таксис (1736) и в Королевской Капелле Брюсселя (1744—1777).

## Биография
Жоссе Бутми родился в музыкальной семье Бутми из Гента (в настоящее время Бельгия), его отец, брат и сыновья Гийом, Жан-Жозеф и Лоран-Франсуа были музыкантами.
Сочинил три сборника пьес для клавесина:
- Первая книга (Premier livre, 1738)
- Вторая книга (Second livre, 1738)
- Третья книга, посвященная губернатору Карлу Лотарингскому (Troisième livre, ок. 1749)

Его стиль включает в себя несколько европейских влияний: французский (Рамо, Жак Дюфли), итальянский (Доменико Скарлатти), немецкий (Карл Филипп Бах) стили, и его сочинения для клавесина включают танцевальные произведения, принадлежащих к сюитной форме, характерные и элементы сонаты, в таком же стиле сочинял музыку и другой композитор из Брюсселя того же периода, Джузеппе-Гектор Фиокко.

## Дискография
1. Six Suites by Josse (Charles) Boutmy and Brigitte Haudebourg (Audio CD — 1994)
2. Three Books of Harpsichord by Josse Boutmy (Audio CD — 2009)